# Чжан Чжунцзин
Чжан Чжунцзин (張仲景, 150 — 219) — китайський лікар, державний службовець часів династії Хань, автор класичних трактатів китайської медицини, в яких вперше з'єдналися теорія і клінічна практика, видатний терапевт, противник надприродного і магічного цілительства.

## Життєпис
Народився у 150 році у Неян області Наньцзюнь (сучасний Наньян провінції Хенань). З дитинства цікавився медициною, вивчав її у земляка Чжан Боцзу, але незабаром перевершив його, зробившись найкращим лікарем свого часу, отримав прізвисько «ташен» («святомудрий медицини»). У 196 році став правителем (тайшоу) округа Чанша (провінція Хунань). Одна з численних епідемій того часу, яку спричинило гостре заразне захворювання з групи гарячок, позбавила життя дві третини з його більш ніж 200 родичів. Залишивши службу, він вирішив повністю присвятити себе медицині, досліджувати ці згубні хвороби і знайти засоби боротьби з ними. Старанно розшукував давні повчання, всюди збирав численні приписи, вивчав медичні канони, з'єднував отримані в них відомості з багатим власним досвідом, пов'язував теорію з своєю і попередників клінічної і фармакологічної практикою. Помер у 219 році.

## Медицина

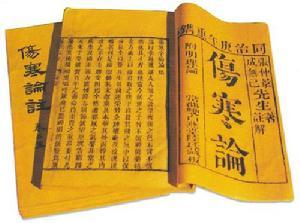
«Шанхань цзабінлунь»

У 200—210 Чжан Чжунцзин склав медичний трактат «Шанхань цзабінлунь» («Судження про гарячкові ураження холодом і різних [внутрішніх] хворобах») в 16 цзюанях, що містить 375 приписів з використанням 241 лікарського засобу в більш ніж десятці медикаментозних форм (пігулка, відвар, настоянка, примочка, розчин, полоскання, краплі, мазь, свічка, фумигант тощо). Він багато разів коментувався (більше 100 раз) і перевидавався. Трактат переведений численні мови, йому присвячені понад 1000 робіт в Китаї і за кордоном.
У цьому трактаті описані симптоми та ознаки захворювань згідно з системою акупунктурних каналів і  гарячкові хвороби, які спричинює патогенний «холод» (хань) і характеризуються підвищенням температури (жар, гарячка, остуда, пропасниця, тиф тощо), представлено багатий матеріал з фармакології, голковколювання і дієтології.
Чжан Чжунцзин розробив струнку систему діагностичних і лікувальних методів, що включає «чотири [види] діагностики» (си чжень) — огляд (ван), прослухування і обнюхування (вень), опитування (вень问), промацування пульсу і пальпація (це); «вісім основ» (ба ган) визначення патогенезу — інь і ян, поверхня і внутрішність, холод і жар, недостатність, надмірність та «вісім методів» (ба фа) терапії — потогінний, проносний, блювотний, гармонізуючий внутрішні органи, очищувальний — проти жару, зігрівальний — проти холоду, зміцнювальний (тонізуючий), розсмоктуючий застої їжі, крові і пневми-ци.
У трактаті прийнята нумерологізована модель люцзин («шість каналів») — класифікація каналів, хвороб та методів їх лікування, що спирається на шість пневм «Хуан-ді ней цзин»: три янських і три іньских — «великий ян» (тайян), «малий ян» (шаоян), «янський світ» (янмін), або «кінцевий ян» (цзюеян), і «велика інь» (тайінь), «мала інь» (шаоінь), «кінцева інь» (цзюеінь).
Серед лікувальних методів вказані пероральний та під'язиковий прийом ліків, голковколювання, моксоприпікання, ошпарювання, місцеве нагрівання і тертя, використання свічок, ванн, клізм, введення води або повітря у вуха.
Наведено 113 «канонічних приписів» (цзинфан), прихильники яких сформували спеціальну медичну школу та титулували їх автора «патріархом лікувальних приписів» (і фан чжи цзу). У трактаті зустрічається одна з найстаріших у світі згадок ефедри (махуан), яку слід застосовувати при захворюваннях дихальних шляхів, що супроводжуються задишкою і слабким пульсом. З гілками касії вона стимулює потовиділення при лікуванні застуди, а з мигдалем і пластиром застосовується проти астми та кашлю. Дано керівництво по порятунку тих, що тільки що повісився або удавився. 
| Його треба зняти з мотузки, укласти і позбавити від петлі. Рятувальник повинен встати ногами йому на плечі і потягнути за голову для виправлення шиї, потім декілька разів ритмічно натиснути руками на груди і зробити масаж кінцівок, згинаючи і витягаючи їх по черзі при поступовому збільшенні амплітуди рухів. Слід натискати на черевну порожнину, а щоб з'ясувати, чи може пацієнт ковтати, запропонувати йому відвар кориці або вівсяну кашу |.
Чжан Чжунцзин є також автором іншого медичного трактату «Цзінь гуй юй хань цзин» («Канон в нефритовому футлярі із золотого скриньки») з 3 цзюанів, що складаються з 25 глав-пянь. Кожний розділ-цзюань, який починається з «виділення головного», подані 262 приписи. Це найдавніший трактат стосовно внутрішніх хвороб, присвячений загальній терапії за допомогою діагностики внутрішніх органів і систем (цзан і фу), акупунктурних меридіанів і колатералей (цзинло), торкається також зовнішніх й жіночих хвороб, містить рецепти лікування хронічних захворювань органів дихання, системи кровообігу, травної та сечостатевої систем, порушень обміну речовин, авітамінозів тощо.